# Bitwa pod Sokalem (VIII 1920)

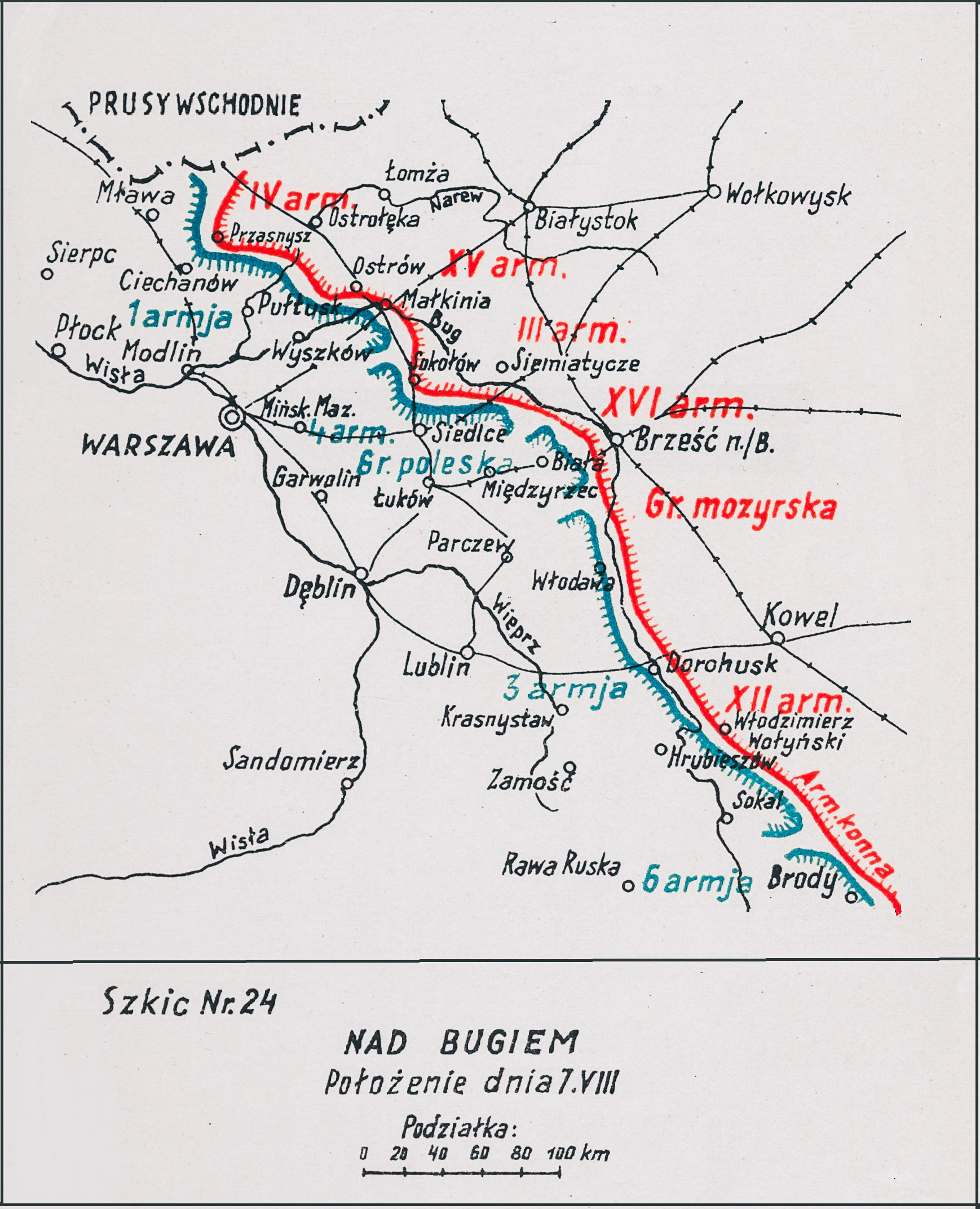
Adam Przybylski,
Wojna polska 1918–1921

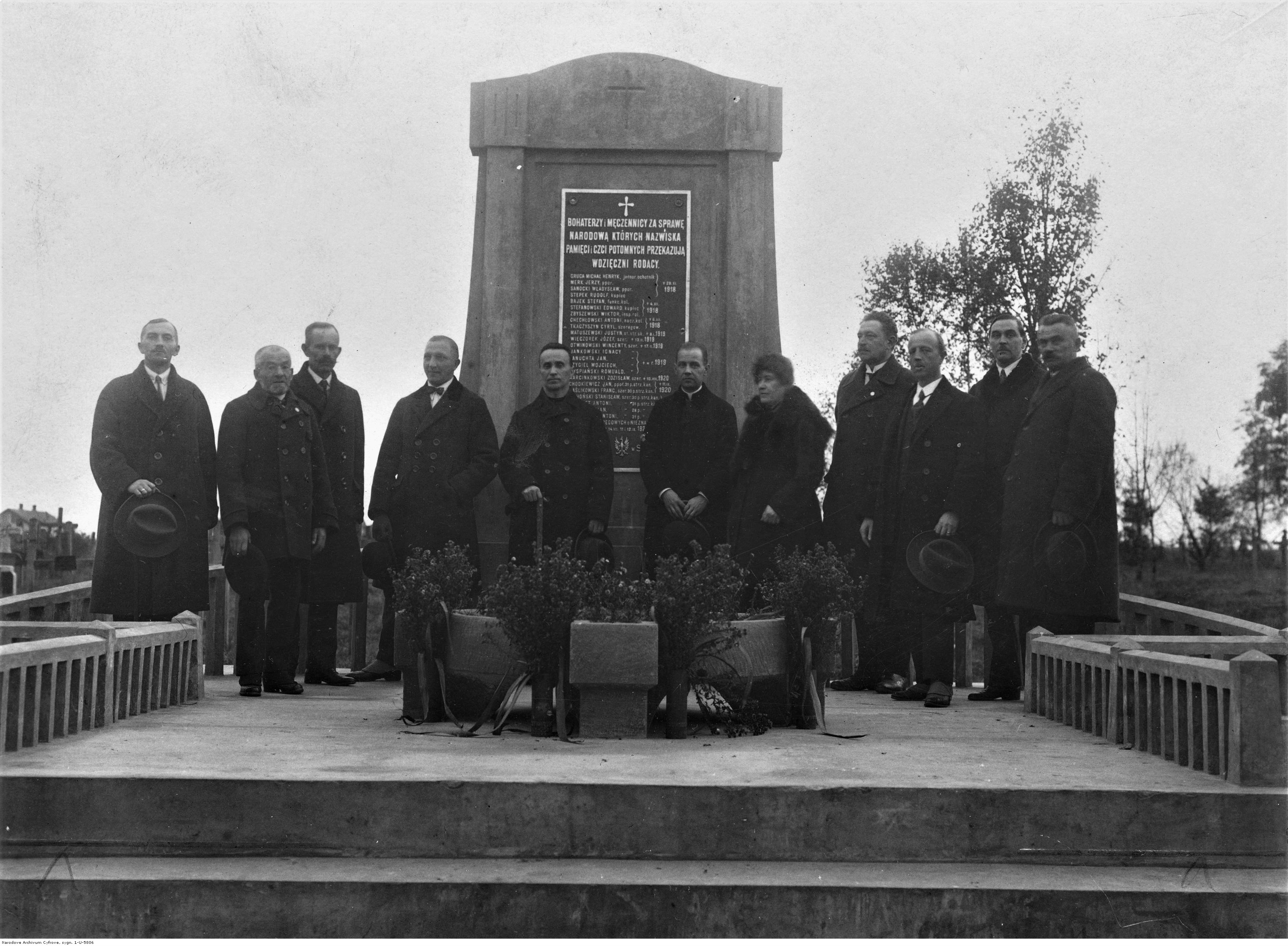
Pomnik ku czci poległych w latach 1918–1920 w Sokalu

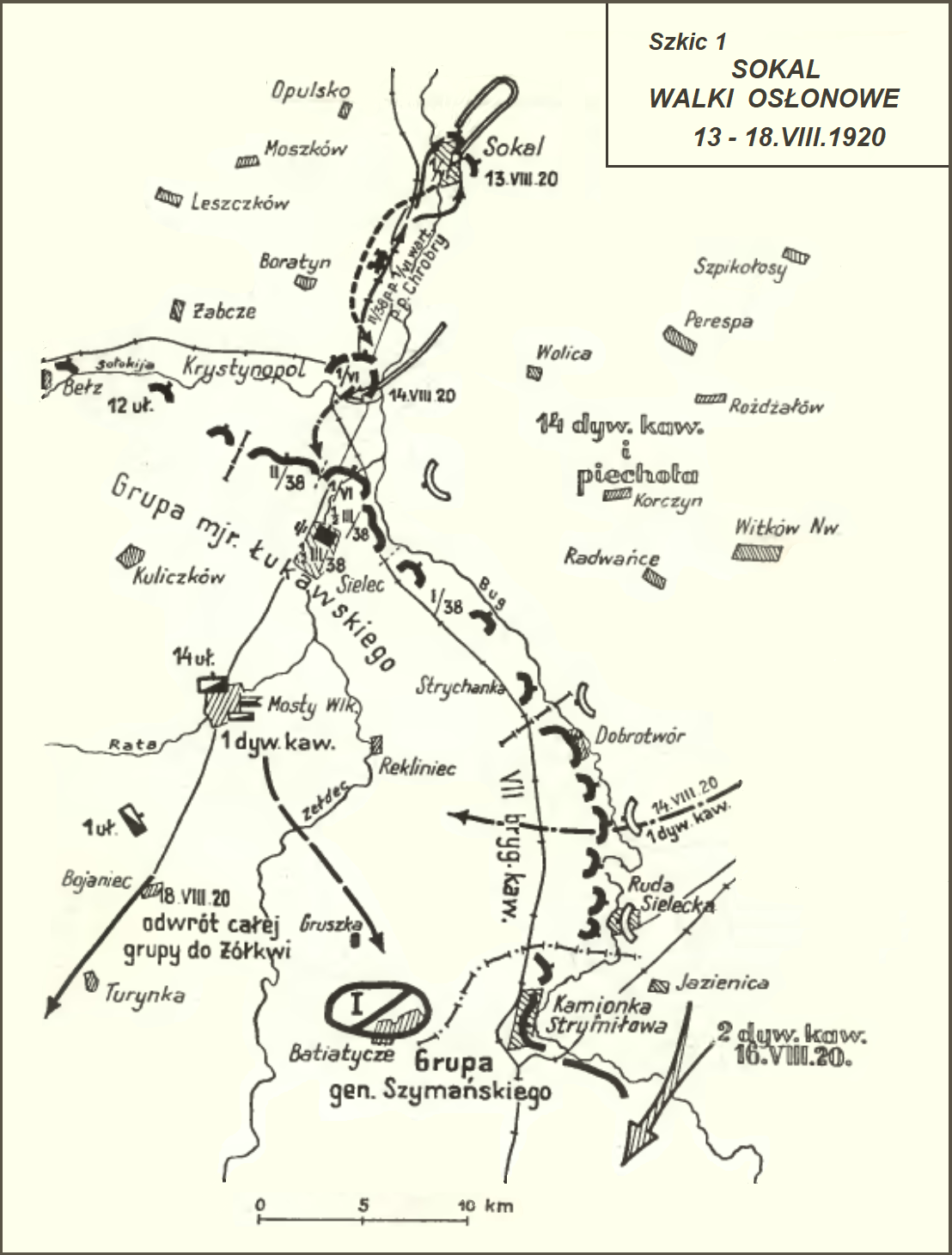
Walki osłonowe 13–18 sierpnia

Bitwa pod Sokalem – walki polskich 3 pułku ułanów mjr. Cypriana Bystrama i 6 pułku ułanów mjr. Zygmunta Piaseckiego, a później grupy mjr. Alojzego Łukawskiego, z sowiecką 24 Dywizją Strzelców komdywa Kozyriewa, toczone w okresie ofensywy Frontu Południowo-Zachodniego w czasie wojny polsko-bolszewickiej.

## Geneza
W końcu lipca Naczelne Dowództwo Wojska Polskiego planowało uderzenie na prawe skrzydło nacierających wojsk Michaiła Tuchaczewskiego. Do przeprowadzenia operacji zamierzano użyć także jednostek ściągniętych z Frontu Południowo-Wschodniego generała Edwarda Rydza-Śmigłego. Warunkiem sukcesu było wcześniejsze pobicie 1 Armii Konnej Siemiona Budionnego w obszarze Brodów i Beresteczka.
Po pięciu dniach bitwy, szala zwycięstwa zaczęła przechylać się na stronę polską. Jednak sytuacja na Froncie Północnym, a szczególnie upadek Brześcia, zmusiła Naczelne Dowództwo Wojska Polskiego do przerwania bitwy.
W tym czasie dowódca sowieckiego Frontu Południowo-Zachodniego Aleksander Jegorow nakazał 1 Armii Konnej Budionnego zdobyć Lwów. Jej dywizje wdarły się w słabo obsadzoną lukę między polskimi 2 i 6 Armią, a 7 sierpnia pod Szczurowicami sforsowały Styr. 6 i 14 Dywizja Kawalerii z 45 Dywizją Strzelców miały działać zaczepnie w kierunku na Radziechów–Chołojów–Dobrotwór–Kamionkę Strumiłową, zaś 4 i 11 Dywizja Kawalerii na Busk. Północne skrzydło 1 Armii Konnej osłaniała walcząca pod Łuckiem 24 Dywizja Strzelców, a południowe 45 Dywizja Strzelców.
Działania opóźniające na tym kierunku prowadziła Grupa Operacyjna Jazdy generała Jana Sawickiego. 3 Armia gen. Zygmunta Zielińskiego pozostawała jeszcze nad Styrem do 5 sierpnia, a następnie rozpoczęła odwrót.

## Walki pod Sokalem
Działania pułków ułanów
Po zakończeniu odwrotu znad Styru 1 Dywizji Piechoty Legionów gen. Stefana Dęba-Biernackiego w składzie 1 pułk piechoty Legionów mjr. Stanisława Kozickiego, 6 pułk piechoty Legionów ppłk. Bolesława Popowicza, III/5 pułku piechoty Legionów oraz przydzielone jej 3 pułk ułanów mjr. Cypriana Bystrama i 7 pułk ułanów mjr. Zygmunta Piaseckiego skoncentrowała się na południowy zachód od Świniuch. 8 sierpnia dowódca dywizji, płk. Dąb-Biernacki przeprowadził udany wypad na Świniuchy, gdzie rozbito sowiecką 72 Brygadę Strzelców.
W związku z przegrupowaniem wojsk polskich do bitwy nad Wisłą, 9 sierpnia 1 DP Leg. otrzymała rozkaz przedyslokowania swoich oddziałów transportem kolejowym na linię Wieprza. Załadunku dokonywano w Sokalu i Krystynopolu. Rejon załadowania w Sokalu osłaniał 3 pułk ułanów. Jego dwa szwadrony obsadziły przedmoście miasta na wschodnim brzegu Bugu.
Spieszone pododdziały broniły pozycji obronnych dobrze osłoniętych zasiekami z drutu kolczastego i zadały atakującym znaczne straty. Po odejściu ostatnich transportów ułani wycofali się za Bug, zniszczyli most na rzece i pomaszerowali do Rejowca.
W tym czasie 7 pułk ułanów prowadził działania opóźniające wzdłuż linii Czaruków – Błudów – Zahorów – Poryck. Szwadrony, wykorzystując bagniste rzeczki przecinające teren, w szyku pieszym i szarżami powstrzymywały marsz oddziałów 24 Dywizji Strzelców. Od 10 do 12 sierpnia pułk dozorował linię Bugu w rejonie Uhrynowa.
Działania grupy mjr. Alojzego Łukawskiego
Wieczorem 11 sierpnia oddziały sowieckiej 24 Dywizji Strzelców, maszerując wzdłuż Bugu na Krystynopol, kontynuowały natarcie. Celem przeciwdziałania, Dowództwo Okręgu Generalnego „Lwów” utworzyło grupę mjr. Alojzego Łukawskiego. W jej skład weszły: 38 pułk piechoty, kompania IV (1/VI?) batalionu wartowniczego, bateria 205 ochotniczego pułku artylerii polowej i pociąg pancerny „Chrobry”. Jej zadaniem było odbicie Sokala i nawiązania łączności z prawym skrzydłem 3 Armii gen. Zygmunta Zielińskiego.
Grupa, złożona w 80% z młodych i bez doświadczenia bojowego żołnierzy, została załadowana w Krystynopolu na pociąg pancerny, podwieziona do Zacisznej (Zawisznia) i stąd uderzyła na Sokal. Element zaskoczenia spowodował, że Polacy bez trudu opanowali miasto. 38 pułk piechoty z jedną baterią obsadził odcinek Parchacz – Dobrotwór, a batalion wartowniczy 1/IV odcinek Sokal –Parchacz. Nocą z 13 na 14 sierpnia kontratakujące odwody 24 Dywizji Strzelców wyparły jednak pododdziały Grupy z miasta. Celem odzyskania Sokala, do dyspozycji mjr. Łukawskiego przydzielono działający w rejonie Krystynopola 19 pułk piechoty ppłk. Mieczysława Kawki. Jednak, wobec pogorszenia się sytuacji na froncie pod Lwowem, zrezygnowano z odzyskania miasta, a grupa mjr. Łukawskiego została podporządkowana dowódcy 1 Dywizji Jazdy płk. Juliuszowi Rómmlowi. Dodatkowo wzmocniona 12 pułkiem piechoty oraz baterią 1 dywizjonu artylerii konnej, 18 sierpnia przeszła do rejonu Żółkwi i tam wsparła oddziały broniące Lwowa.

## Bilans walk
W sierpniu 1920 oddziały polskie przegrały bitwę o Sokal. Przyczyną porażki była też ogólna sytuacja militarna, jaka wytworzyła się w owym czasie w okolicach Lwowa.